# Nosodendron calvum
Nosodendron calvum är en skalbaggsart som först beskrevs av Tryon 1892.  Nosodendron calvum ingår i släktet Nosodendron och familjen almsavbaggar. Inga underarter finns listade i Catalogue of Life.